# Лыково (Могилёвская область)
Лы́ково (бел. Лыкава) — деревня в составе Сидоровичского сельсовета Могилёвского района Могилёвской области Республики Беларусь.
Расположена в 10 километрах от Могилева.
В деревне имеются магазин.
В деревне установлен памятник из черного гранита с именами воинов и мирных жителей, погибших здесь в годы Великой Отечественной войны.

## История
Упоминается в 1611 году как деревня Лыков в составе Вейнянского войтовства Могилевской волости в Оршанском повете ВКЛ.

## Галерея
- Памятник погибшим в ВОВ
- Буфет
- Дом культуры
- Магазин